# Horace Hood
Horace Lambert Alexander Hood (Londra, 2 ottobre 1870 – battaglia dello Jutland, 31 maggio 1916) è stato un ammiraglio britannico, veterano della guerra mahdista, della guerra anglo-somala e della seconda guerra boera.
Dopo aver comandato la nave da battaglia Centurion, nel luglio 1914 divenne segretario navale presso del Primo Lord dell'Ammiragliato, Winston Churchill. Durante il corso della prima guerra mondiale fu comandante della Forza E di Queenstown, e successivamente del 3rd Battlecruiser Squadron con cui partecipò alla battaglia dello Jutland, dove perse la vita nell'esplosione della sua nave ammiraglia, l'incrociatore da battaglia Invincible. È stato descritto come l'ideale di bell'ufficiale di marina, vivace nei modi, vivace nella mente, intraprendente, coraggioso, bello e giovane in apparenza ... La sua discendenza era pura Royal Navy, nella sua forma più coraggiosa..

## Biografia

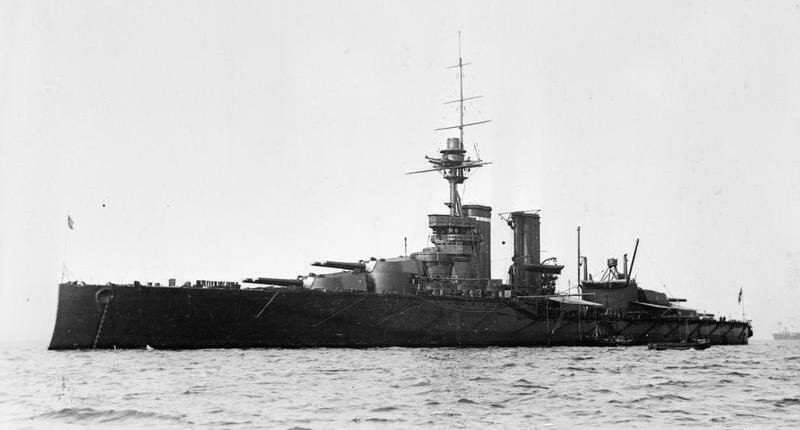
La nave da battaglia Centurion.

Nacque a South Street a Londra il 2 ottobre 1870, all'interno di una famiglia di grandi tradizioni marinare, figlio di Francis Wheler Hood, 4° Visconte Hood e di Edith Lydia Drummond Ward. A soli dodici anni si arruolò nella Royal Navy entrandovi come cadetto sulla nave scuola Britannia a Darthmouth nel 1882. Classificatosi al primo posto del suo corso, nel settembre 1885 si imbarcò come Aspirante guardiamarina sulla Temeraire prestando servizio per un anno nel Mediterranean Squadron, e passando poi a prestare servizio a bordo della Minotaur.
Nel 1887 fu trasferito sulla corvetta Calliope con cui partì per l'Oceano Pacifico. Questa unità fu l'unica sopravvissuta quando un Ciclone colpì il porto di Apia, isola di Upolu, nelle Samoa affondando sette delle otto navi da guerra presenti in rada.
Passato l'esame di tenente con un punteggio record e qualificandosi al primo posto, prestò servizio per qualche tempo sulla Trafalgar, per poi trascorrere i tre anni successivi a studiare artiglieria navale e servizio di stato maggiore. Al suo ritorno in mare trascorse brevi periodi imbarcato sulle Royal Sovereign, Wildfire, Sans Pareil e Cambrian. Distintosi durante il servizio su queste unità, nel 1897 fu raccomandato al governo egiziano che gli assegnò il comando una cannoniera durante la spedizione del Nilo del 1898 nel corso della guerra mahdista. Durante queste operazioni fu secondo in comando al capitano David Beatty e vide il combattimento per la prima volta, fornendo supporto di artiglieria nel corso delle battaglie di Atbara (8 aprile 1898) e di Omdurman (2 settembre 1898). Per tali meriti fu promosso direttamente al grado di commander, saltando il rango intermedio.
Durante la seconda guerra boera ebbe il comando delle navi da trasporto che portavano i rifornimenti alle truppe operanti in Sudafrica, e poi il 9 settembre 1901 assegnato a prestare servizio in Mediterraneo sulla Ramillies, nave ammiraglia di Lord Charles Beresford. Nel luglio 1903 fu promosso captain ed assunse il comando della Hyacinth, nave di bandiera dell'ammiraglio George Atkinson-Willes comandante della Stazione navale delle Indie Orientali. Nell'aprile 1904 ricevette il suo primo comando indipendente, conducendo una forza mista di 754 marinai, marines e soldati dell'Hampshire Regiment contro i Dervisci a Illig del Somaliland. Sbarcando i suoi uomini sul lato opposto della spiaggia, al buio, li condusse contro il nemico impegnandosi personalmente nel combattimento corpo a corpo e respingendo i dervisci nell'entroterra. Per questo fatto gli fu assegnato il Distinguished Service Order.
Nel 1906 assunse il comando dell'incrociatore corazzato Berwick e l'anno seguente fu nominato Addetto navale presso l'ambasciata britannica a Washington. Fu lì che incontrò Ellen Touzalin Nickerson, una madre vedova, che in seguito sposò nel 1910. La coppia ebbe due figli, Samuel Hood, 6º visconte Hood (1910–1981) e Alexander Lambert Hood, 7º visconte Hood (1914–1999). Nel 1908 ricevette il comando della nave da battaglia pre-dreadnought Commonwealth, e l'anno successivo passò al comando del Royal Naval College di Osborne, isola di Wight, rimanendovi fino al 1913 quando fu elevato a contrammiraglio. Per tre mesi alzò la sua bandiera nella nave da battaglia Centurion prima di diventare segretario navale presso il Primo Lord dell'Ammiragliato, Winston Churchill nel luglio 1914.

### La prima guerra mondiale

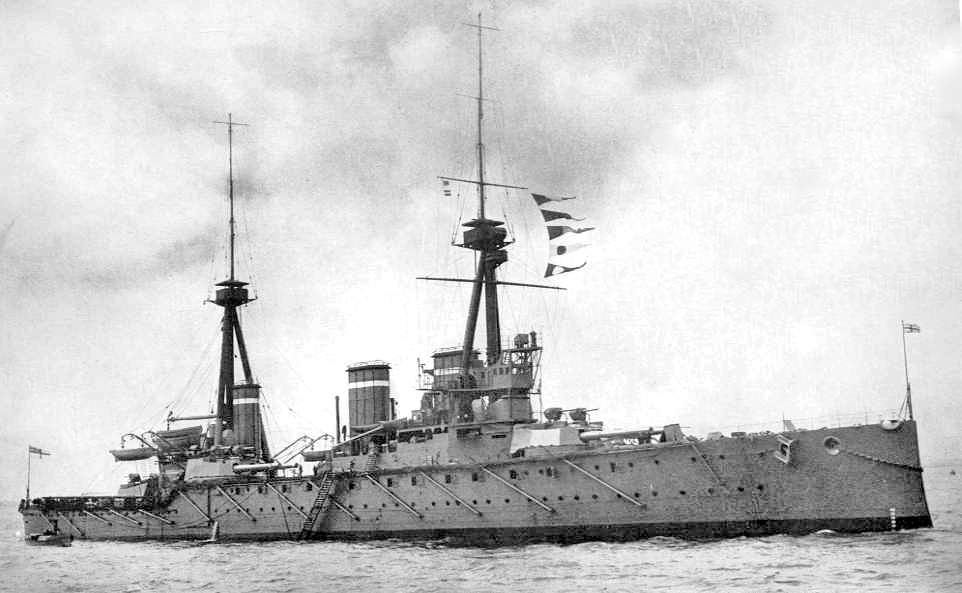
L'incrociatore da battaglia HMS Invincible.

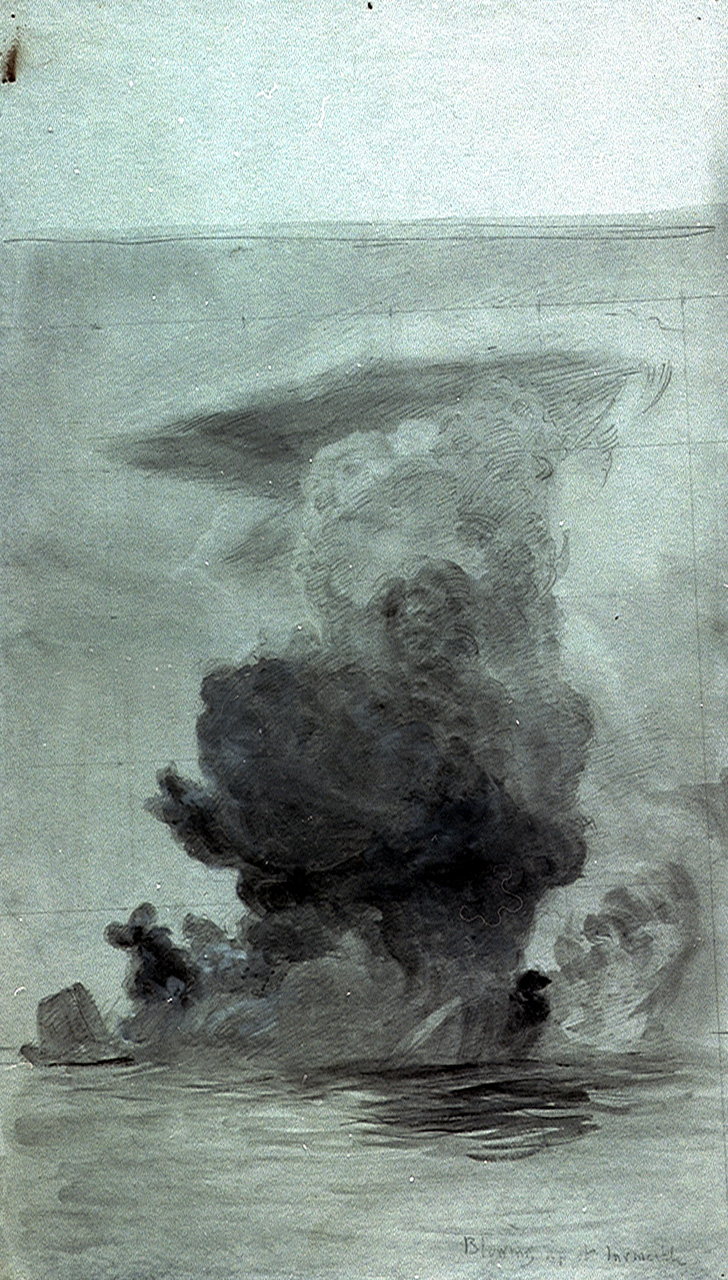
L'incrociatore da battaglia HMS Invincible esplode nel corso della battaglia dello Jutland, il 31 maggio 1916.

Allo scoppio della prima guerra mondiale la sua esperienza nelle operazioni costiere gli consigliò di prestare servizio con una piccola flottiglia di monitori della classe Humber sulla costa belga, bombardando postazioni e concentramenti di truppe tedesche durante l'assedio di Anversa e poi nella battaglia dell'Yser, aiutando le forze armate belghe a mantenere il possesso della costa del proprio paese durante la corsa al mare.
Successivamente nel corso dell'anno divenne comandante in capo a Dover e comandante della Dover Patrol, con il compito di impedire il passaggio delle navi e dei sottomarini tedeschi nel canale della Manica. Trasferito al comando della Forza E a Queenstown per ordine di Churchill e Lord Fisher, per la sua presunta incapacità  di contrastare il passaggio dei sottomarini nel Canale diretti a minacciare la navigazione nel Mare d'Irlanda. La Forza E consisteva in vecchi e obsoleti incrociatori e navi pattuglia il cui compito principale era il pattugliamento dell'area sud-occidentale dell'Irlanda, e fornire istruzioni alle navi mercantili in arrivo su come proteggersi dagli attacchi delle navi corsare nemiche. Nel mese di febbraio l'area operativa di loro competenza era stata spostata 200 miglia più a ovest poiché erano esse stesse considerate obiettivi allettanti per i sottomarini. Dopo il suo trasferimento, i rapporti dell'intelligence basati sui messaggi intercettati dai sottomarini tedeschi mostravano che essi avevano effettivamente avuto estrema difficoltà a transitare per la Manica e, di conseguenza, i loro ordini vennero cambiati al fine di circumnavigare la Scozia per recarsi in zona di operazioni. 
Prima della sostituzione di Churchill come Primo Lord del Mare, egli fu nominato comandante del 3rd Battlecruiser Squadron di stanza a Rosyth in Scozia, formato dagli incrociatori da battaglia della classe Invincible: Indomitable, Inflexible e la nave ammiraglia Invincible.
Alla fine del maggio 1916 salpò con le sue unità, e con il resto della Grand Fleet, per contrastare un'apparente incursione di alcune unità della Hochseeflotte, cjhe diede vita alla battaglia dello Jutland. Le tre unità del 3rd Battlecruiser Squadron era assegnate al grosso della flotta di battaglia dell'ammiraglio John Jellicoe e quindi non avevano assistito alla distruzione di due incrociatori da battaglia britannici colpite dal fuoco delle similari unità tedesche. Arrivando mentre il combattimento era già avviato, davanti alla flotta principale a causa della maggiore velocità di cui disponevano, la prima azione delle sue navi fu quella di salvare l'incrociatore leggero Chester, che era rimasto separato dalla flotta principale per fornire un ponte radio, ma era poi caduto in una imboscata tesagli da quattro incrociatori tedeschi ed era in pericolo di affondamento. L'arrivo tempestivo dei tre incrociatori da battaglia disperse le navi nemiche e causò danni irreparabili all'incrociatore protetto Wiesbaden, che affondò più tardi nel corso della notte con la perdita di 589 uomini del suo equipaggio. 
Nel deviare il suo squadron verso nord-ovest per aiutare il Chester egli aveva inavvertitamente confuso il comandante degli incrociatore da battaglia tedeschi, ammiraglio Franz von Hipper, portandolo a credere che la principale forza navale britannica si stesse avvicinando da nord-ovest e spingendolo a ritirarsi verso il nucleo principale della Hochseeflotte, così salvando il nucleo principale degli incrociatori britannici dalla distruzione.
Congiuntosi con il suo reparto alla formazione degli incrociatori da battaglia di Beatty, formò con essi l'avanguardia della flotta di battaglia britannica, che ora si stava dirigendo direttamente verso le navi tedesche in avvicinamento. 
Le navi delle due flotte si scontrarono verso le 18:00, e subito i tedeschi colpirono e distrussero l'incrociatore corazzato Defence, nave di bandiera del contrammiraglio Robert Keith Arbuthnot, facendola saltare in aria con la perdita di tutti i 903 uomini dell'equipaggio. L'Invincible fu fortemente impegnato dai similari Lützow e Derfflinger. Poco dopo che egli aveva incoraggiato il suo equipaggio un proiettile del Derfflinger penetrò nella torre Q dell'Invincible esplodendo nella sottostante santabarbara. L'esplosione simultanea delle cariche di cordite fu catastrofica, e causo l'affondamento della nave che si spezzò in due tronconi con la morte di 1.015 membri dell'equipaggio, mentre i superstiti furono solo sei.

### Riconoscimenti
Per onorarne il coraggio ricevette, postumo, il titolo di Cavaliere Commendatore dell'Ordine del Bagno. Così come quello dei suoi ufficiali, sottufficiali e marinai, il corpo di Hood non è mai stato recuperato e rimane all'interno del relitto dell'Invincible, dichiarato sacrario militare  protetto, sebbene abbia sofferto delle attenzioni dei saccheggiatori. Il nome di Hood, come quello di tutti i membri dell'equipaggio morti a bordo dello Invincible, è iscritto sul Portsmouth War Memorial amministrato dalla Commonwealth War Graves Commission.  I suoi documenti vennero raccolti dalla sua famiglia, e donati nel 1967 al Churchill Archives Center, così come quelli del suo antenato Samuel Hood.
Il suo nome è inscritto anche sul War Memorial nella chiesa di St Botolph, Barton Seagrave, Northamptonshire.

### Fonti
1. ↑  Stewart 2014, p. 169.
2. 1 2 3 4 5 6 7  Oxford Dictionary of National Biography.
3. 1 2 3 4 5  Encyclopedia Britannica.
4. 1 2 3 4 5 6 7 8  Stewart 2014, p. 170.
5. ↑  (EN) The London Gazette (PDF), n. 27512, 2 January 1903.
6. ↑  (EN) The London Gazette (PDF), n. 27711, 6 September 1904.
7. ↑  (EN) The London Gazette (PDF), n. 28728, 13 June 1913.
8. 1 2  First World War.
9. ↑  Beesly 1982, p. 6.
10. ↑  Commonwealth War Graves Commission.
11. ↑  The Papers of the 1st Viscount Hood of Catherington and of Rear Admiral Horace Hood, Janus, Retrieved 10 December 2007